# Perepelkin (cratère lunaire)
Pour les articles homonymes, voir Perepelkine.
Perepelkin est un cratère d'impact lunaire situé sur de la face cachée de la Lune. Il est situé à l'ouest du cratère D'Arsonval. Au nord-ouest de Perepelkin se trouve le cratère Danjon.
Le bord du cratère Perepelkin est quelque peu usé. Le plancher intérieur est irrégulier et marqué par une chaîne de plusieurs petits craterlets. Il y a un petit pic central qui continue par une crête vers le sud-est du cratère.
En 1970, l'Union astronomique internationale lui a attribué le nom de Perepelkin en l'honneur de l'astronome russe Evgenii Perepelkin.

## Cratères satellites

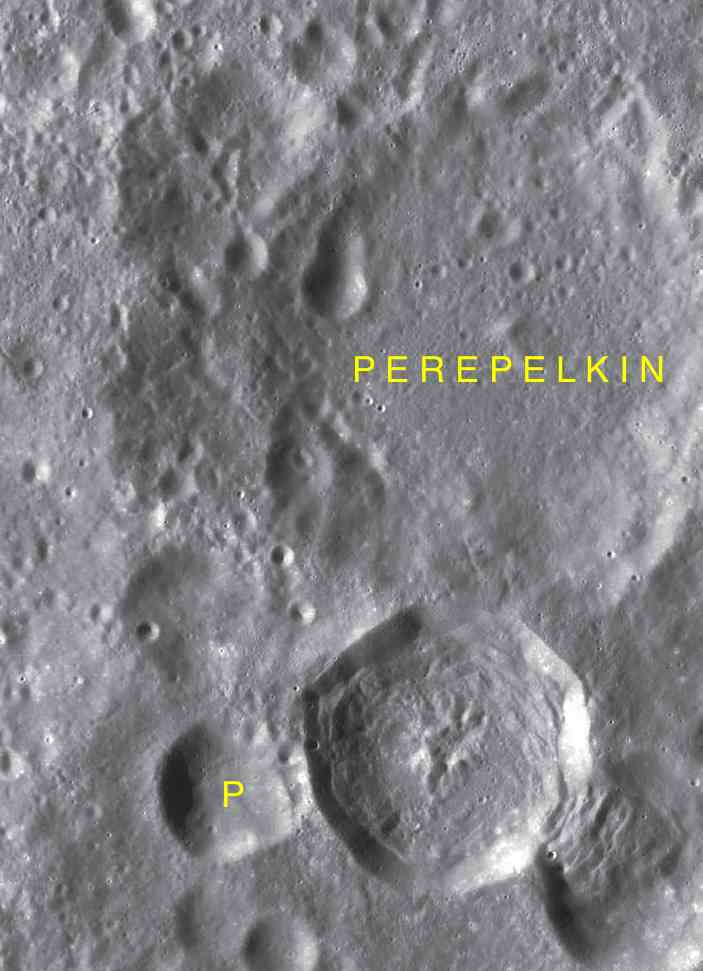
Carte des cratères satellites de Perepelkin.

Par convention, les cratères satellites sont identifiés sur les cartes lunaires en plaçant la lettre sur le côté du point central du cratère qui est le plus proche de Perepelkin.
| Perepelkin | Latitude | Longitude | Diamètre |
| ---------- | -------- | --------- | -------- |
| P          | 12.4° S  | 127.3° E  | 25 km    |